# Daiki Tomii
Daiki Tomii (født 27. august 1989) er en japansk fodboldspiller, som spiller for den japanske fodboldklub Shonan Bellmare.